# Boris Smiljanić
Boris Smiljanić (Zürich, 28 september 1976) is een Zwitsers/Kroatisch voormalig voetballer en voetbalcoach die speelde als verdediger.

## Carrière
Smiljanić speelde van 1993 tot 2003 voor Grasshopper, hij werd landskampioen met de ploeg in 1995, 1996, 1998, 2001 en 2003. Hij verhuisde in 2003 naar FC Basel waar hij speelde tot in 2007; hij won de landstitel in 2004 en 2005; de beker won hij in 2003 en 2007. Hij keerde terug naar Grasshopper en bleef er spelen tot in 2012.
Hij speelde drie interlands voor Zwitserland waarin hij niet kon scoren.
Na zijn spelersloopbaan werd hij jeugdcoach bij Grasshopper tot in 2017, dan werd hij hoofdcoach bij FC Schaffhausen.

## Erelijst
- Grasshopper
  - Landskampioen: 1995, 1996, 1998, 2001, 2003
- FC Basel
  - Landskampioen: 2004, 2005
  - Zwitserse voetbalbeker: 2003, 2007